# 제주흑돼지
제주 흑돼지 (濟州黑--)는 대한민국 제주특별자치도 제주시 제주축산진흥원에 있는 흑돼지이다. 2015년 3월 17일 대한민국의 천연기념물 제550호로 지정되었다. 일명 '똥돼지'로 많이 알려져 있으며, 화장실에서 키우는 돼지라는 뜻에서 '돗통시'라고도 불리었다. 1970년대 말에 재래식 변소 추방 운동이 전개되면서 더 이상 화장실에서 키우지 않고 있다.
제주도에서는 돔베고기라 불리는 제주도식 수육을 멸치젓에 찍어 먹는 방식이 대세였으나, 현재에는 삼겹살 구이가 더 인기 있다. 1995년 경에 돼지 껍데기가 있는 제주 흑돼지 삼겹살이 서울로 진출한 후 인기를 끌면서 '오겹살'이란 메뉴의 원조가 되었다.
맛의 방주에 등재되어 있다.

## 개요
제주흑돼지는 삼국지위지동이전(285년), 탐라지(1651~1653년), 성호사설(1681~1763년), 해동역사(1823년) 등 옛 문헌에 제주도에서 길렀다는 기록이 전해지고 있어 역사적·학술적 가치가 매우 높다.
2세기 ~ 5세기경 한라산과 들판에 서식하던 야생 멧돼지를 잡아다 길들여 키운 것이 제주흑돼지의 기원이라고 한다.
제주흑돼지는 제주도의 생활, 민속, 의식주, 신앙 등 문화와 밀접한 관련을 가지고 있어 문화적․향토적 가치가 뛰어나다.
제주흑돼지는 제주도 특유의 기후와 풍토에 잘 적응하여 체질이 강건하고 질병저항성이 강한 특성을 지니고 있으며 육지와는 다른 형질을 가지고 있어 차별성이 있다.
1986년부터 제주축산진흥원에서 제주도 내 재래돼지 5두를 구입하여 순수계통번식사업을 시작하여 제주흑돼지 복원사업을 통해 현재 260여 마리를 보존관리하고 있으며, 국가 유전자원 확보 차원에서도 절종위기에 처한 제주흑돼지를 천연기념물로 지정하여 보존할 필요가 있다.
제주흑돼지 등록현황은 문화재청 천연기념물과와 제주특별자치도 축산진흥원에서 열람할 수 있다.

## 특이사항
1970년대까지는 제주도 돼지는 '똥돼지'라고 불렸다. 각 가정에서 '돗통시'(돼지가 키워지는 화장실)에서 길렀기 때문이다. 이런 사육방식은 전남 일부지역, 일본의 오키나와, 대만 등에서도 찾아 볼 수 있다. 그러나 1970년대 말에 제주도 관광 개발 사업이 진행되면서 비위생적인 재래식 변소 추방 운동이 전개되면서 더 이상 화장실에서 키우지 않게 되었다.
'돗통' 은 인분과 음식물 쓰레기의 처리, 퇴비의 생산, 그리고 뱀으로부터의 방어 등 다양한 역할을 하였다. 채식 중심의 식생활에서 나온 인분에는 영양분뿐 아니라 섬유소와 유산균이 많아 돼지의 질병 면역력을 높여주었다.
집에서만 키우던 제주 돼지가 대규모로 길러진 1950~60년대 정부 주도의 양돈 사업이 시작되면서다. 1903년 서구 개량종인 요크셔종이 들어왔고, 1905년 버크셔종이 들어와 토종 돼지와 교배했다. 이 후, 숱한 교배를 통한 개량으로 현재의 제주 돼지로 개량됐다.
제주 농가에서는 재래 흑돼지와 영국의 버크셔종과 결합한 비육용 흑돼지를 육성하고 있다. 재래 흑돼지는 몸집이 너무 작아 상품성이 충분한 고기를 얻기 힘들어서다. 일반 돼지고기보다 30~40% 정도 비싼 가격에 판매된다. 돼지 사육환경이 획기적으로 개선된 데다 품종개량과 품질 관리가 수십년간 맞물린 결과다.
돼지고기는 제주의 큰 일(혼례, 상례)에 빠질 수 없는 음식 재료로, 추렴을 통해 이웃, 친척, 마을 간 공동체를 강화하는 역할을 하였으며, 이를 통해 제주만의 독특한 음식 문화가 발전하는 계기가 되었고, 특히 돼지 피와 내장을 이용한 순대(수애), 육수에 모자반을 넣고 만든 몸국, 돔베고기, 돼지고기 적갈, 고기국수가 탄생하게 되었다. 표선면 성읍 민속촌에는 재래흑돼지를 이용한 전통 문화 계승을 표방하며 “돗통” 을 재연한 관광시설이 있다. 제주 관광객을 대상으로 제주 전통음식의 선호도 조사결과 흑돼지 고기가 1위로 선정될 정도로 흑돼지를 이용한 음식 문화는 제주를 대표하고 있다.

## 같이 보기
- 함양흑돼지[10]
- 지례흑돼지[11]
- 베이징흑돼지[12]
- 베트남포트벨리[13]